# جيوفاني دوس سانتوس
جيوفاني دوس سانتوس راميريز (من مواليد 11 مايو 1989 في مونتيري في المكسيك)، لاعب كرة قدم مكسيكي.
بدأ مسيرته الكروية مع نادي برشلونة في عام 2006، وله أخ يلعب في برشلونه اسمه جوناثان ووالده اللاعب الشهير البرازيلي زيزينيو الحاصل على الجنسية المكسيكيه والمعروف بدوس سانتوس ووالدته عارضة أزياء أرجنتينية سابقة..وجيوفاني قد حصل على الجنسية الإسبانية واقسم امام حشد من الصحافيين على الدستور الأسباني..
انضم إلى نادي توتنهام هوتسبر في أغسطس 2008 الإنجليزي أيضا من انجازاته حصوله على كأس الكونكاكاف مع المنتخب المكسيكي وقد نال جائزة أفضل لاعب في تلك المسابقة سنة 2009
أعير إلى فريق إيبسويتش تاون نادى الدرجة الثاني في 2009 حيث لعب 8 مباريات سجل خلالها 4 أهداف
أعير إلى فريق غلاطا سراي التركي في يناير 2010 وحتى نهاية الموسم وانتقل موسم 2011 إلى نادي راسينغ الأسباني على سبيل الإعارة ولعب معه حتى 2012.في بداية موسم 2013 انتقل إلى الفريق الإسباني ريال الوفاة 2025 يناير 15

## وصلات خارجية
- جيوفاني دوس سانتوس على موقع الاتحاد الدولي (مؤرشف)  (الإنجليزية)
- جيوفاني دوس سانتوس على موقع اتحاد تركيا (لاعب) (الإنجليزية)
- جيوفاني دوس سانتوس على موقع الدوري الأمريكي (الإنجليزية)
- جيوفاني دوس سانتوس على موقع قاعدة بيانات كرة القدم.إي يو (الإنجليزية)
- جيوفاني دوس سانتوس على موقع ليكيب (الفرنسية)
- جيوفاني دوس سانتوس على موقع ناشيونال فوتبول تيمز (الإنجليزية)
- جيوفاني دوس سانتوس على موقع Soccerbase.com (لاعب) (الإنجليزية)
- جيوفاني دوس سانتوس على موقع Soccerway.com (الإنجليزية)
- جيوفاني دوس سانتوس على موقع عالم كرة القدم.نت (الإنجليزية)
- جيوفاني دوس سانتوس على موقع اللجنة الأولمبية الدولية (الإنجليزية)

1. ↑  "Giovani". Barry Hugman's Footballers.
2. 1 2  "Giovani dos Santos: Overview". Premier League. مؤرشف من الأصل في 2020-12-30. اطلع عليه بتاريخ 2020-01-23.
3. ↑  "معلومات عن جيوفاني دوس سانتوس على موقع transfermarkt.com". transfermarkt.com. مؤرشف من الأصل في 2020-05-12.
4. ↑  "معلومات عن جيوفاني دوس سانتوس على موقع worldfootball.net". worldfootball.net. مؤرشف من الأصل في 2019-03-29.
5. ↑  "معلومات عن جيوفاني دوس سانتوس على موقع olympic.org". olympic.org. مؤرشف من الأصل في 2020-08-21.